# Heave Ho
Heave Ho (stylisé en HEAVE HO!) est un jeu vidéo de plateforme développé par Le Cartel Studio et édité par Devolver Digital. Dans Heave Ho, les joueurs doivent diriger leurs personnages à travers une série de niveaux de plus en plus complexes afin d'atteindre l'objectif final. Le système physique du jeu permet aux joueurs de lancer leurs personnages en toute sécurité grâce à des mouvements d'étirement et des interactions avec d'autres personnages joueurs. Heave Ho est sorti dans le monde entier pour Microsoft Windows, MacOS et Nintendo Switch le 29 août 2019, avec un accueil critique généralement positif, louant son aspect coopératif exemplaire.

## Développement et sortie
Heave Ho est développé par Le Cartel Studio, un studio de développement indépendant basé en France, et édité par Devolver Digital. Le concept derrière Heave Ho est né d'un game jam organisé par Est Ensemble, MediaLab 93 et The Beautiful Games, qui avait pour thème principal la culture urbaine. Les conceptions des personnages de Heave Ho ont été réalisées par l'artiste Alexandre Muttoni et le designer Frédéric Coispeau, qui ont proposé "street workout" comme sous-thème pour le game jam : il s'agissait d'un entraînement utilisant uniquement les deux bras sans toucher le sol.
Une démo de jeu pour Heave Ho est sortie sur Steam un mois avant le lancement du jeu le 29 août 2019 pour PC et Nintendo Switch. L'équipe prévoyait d'avoir 50 skins différents pour le lancement du jeu.

## Accueil
Selon l'agrégateur de critiques Metacritic, les versions PC et Nintendo Switch de Heave Ho ont reçu des critiques généralement favorables,.